# The Man from Utopia
The Man from Utopia es un álbum del músico y compositor estadounidense Frank Zappa, lanzado a la venta el 28 de marzo de 1983 por el sello discográfico Barking Pumpkin. El álbum recibe su nombre de una canción de los años 1950, escrita por Donald y Doris Woods, que Zappa versiona en la canción "The Man from Utopia Meets Mary Lou".
La portada, en la que se representa a Frank Zappa como si fuera RanXerox, es obra de Tanino Liberatore.

## Lista de canciones
Todas las canciones compuestas por Frank Zappa, excepto donde se indique lo contrario.

### Edición original
Editado en formato LP en 1983.

#### Cara A
1. "Cocaine Decisions" – 2:56
2. "The Dangerous Kitchen" – 2:51
3. "Tink Walks Amok" – 3:40
4. "The Radio is Broken" – 5:52
5. "Mōggio" – 3:05

#### Cara B
1. "The Man from Utopia/Mary Lou" (Donald y Doris Woods, Obie Jessie) – 3:19
2. "Stick Together" – 3:50
3. "SEX" – 3:00
4. "The Jazz Discharge Party Hats" – 4:30
5. "We Are Not Alone" – 3:31

### Reedición
Editado en CD en 1995.
1. "Cocaine Decisions" – 3:53
2. "SEX" – 3:44
3. "Tink Walks Amok" – 3:39
4. "The Radio is Broken" – 5:51
5. "We Are Not Alone" – 3:18
6. "The Dangerous Kitchen" – 2:51
7. "The Man from Utopia Meets Mary Lou" – 3:22
8. "Stick Together" – 3:14
9. "The Jazz Discharge Party Hats" – 4:29
10. "Luigi & the Wise Guys" (pista adicional) – 3:25
11. "Mōggio" – 2:35

## Personal
- Frank Zappa – guitarra, voz, programación de batería
- Steve Vai – guitarra, guitarra acústica
- Ray White – guitarra, voz
- Roy Estrada – voz
- Bob Harris – niño soprano
- Ike Willis – voz
- Bobby Martin – teclados, saxofón, voz
- Tommy Mars – teclados
- Arthur Barrow – teclados, bajo, guitarra rítmica
- Ed Mann – percusión
- Scott Thunes – bass
- Chad Wackerman – batería
- Vinnie Colaiuta – batería
- Craig Twister Steward – armónica
- Dick Fegy – mandolina
- Marty Krystall – saxofón

## Listas
Álbum - Billboard (Estados Unidos)
| Año  | Lista       | Posición |
| ---- | ----------- | -------- |
| 1983 | Álbumes pop | 153      |